# Yon-Rogg (personaje)
Yon-Rogg es un personaje ficticio que aparece en los cómics estadounidenses publicados por Marvel Comics. Es un alienígena Kree, un comandante militar cuya debilidad es su envidia por los logros de los demás y su amor por la médico Una. Él es enviado a supervisar el problemático planeta Tierra. Es principalmente un enemigo del Capitán Marvel, específicamente la versión de Carol Danvers y fue indirectamente responsable de su transformación en Ms. Marvel.
Yon-Rogg hizo su debut cinematográfico en Capitana Marvel (2019), ambientado en Marvel Cinematic Universe, fue interpretado por Jude Law.

## Historial de publicación
Yon-Rogg apareció por primera vez en Marvel Super Heroes # 12 (Diciembre 1967) y fue creado por Stan Lee y Gene Colan.

## Biografía
Yon-Rogg es un oficial militar Kree que es el comandante del Helion, una nave espacial Kree que fue enviada a la Tierra por la Inteligencia Suprema. Yon-Rogg tenía un profundo odio hacia Mar-Vell debido a su amor por la médica Kree, Una. Él termina dejando a Mar-Vell en la Tierra para que Una pueda ser suya. Yon-Rogg luego desencadena al Kree Sentry para deshacerse de Mar-Vell. Durante su pelea con el Centinela, Mar-Vell se enteró de que el Ataque Sentry fue enviado por Yon-Rogg. Después de que Mar-Vell derrota a Kree Sentry, Yon-Rogg contacta a Ronan el Acusador para emitir un juicio sobre las acciones de Mar-Vell. Ronan rechaza la oferta y afirma que las acciones de Mar-Vell no pusieron en peligro la misión.
Yon-Rogg estaba en su nave espacial en el momento en que Mar-Vell estaba luchando contra Super-Skrull y espera que Super-Skrull mataría a Mar-Vell. Después de que Mar-Vell se libera de la nave de Super-Skrull, Yon-Rogg rechaza la oferta de Mar-Vell de regresar a la Tierra para que pueda detener a Super-Skrull.
Yon-Rogg más tarde sabotea un cohete que transporta bacterias mortales que se dirigen al espacio donde se estrella contra el océano. Cuando Mar-Vell llega al Cabo, Yon-Rogg le ordena que evite que los humanos detengan el cohete y libere la bacteria donde Mar-Vell tiene su encuentro con Namor.
Yon-Rogg tiene a Mar-Vell en juicio por ser "Un-Kree" al dejar que Namor lo golpee. Aunque Ronan, el Acusador, hace que Mar-Vell elimine al Sr. Logan luego de descubrir su identidad antes de que un dispositivo Mar-Vell terminara poniendo al Sr. Logan en coma.
Durante el programa de entrenamiento holográfico de Mar-Vell, Yon-Rogg aumenta la configuración con la esperanza de que Mar-Vell muera por la experiencia. Después de la pelea de Mar-Vell con Solam, Yon-Rogg planea llevar a Mar-Vell a juicio antes de que Ronan el Acusador vuelva a hacerlo.
Yon-Rogg luego planea matar a Carol Danvers, compañera de la capa de Mar-Vell con las armas de Kree y Mar-Vell la salvó. Yon-Rogg conspiró para usar esto para invocar celos en Una. Después de que Mar-Vell había derrotado a Quasimodo, Yon-Rogg continúa haciendo que Una esté celosa de la relación de Mar-Vell y Carol.
Cuando una nave espacial Aakon se acerca a la Tierra, Yon-Rogg le ordena a Kree que ataque a la nave espacial ya que los Kree han sido enemigos antiguos de la raza Aakon. Durante su lucha en la luna, Yon-Rogg se lesiona y Mar-Vell tuvo que matar al líder de la nave espacial Aakok para proteger a Yon-Rogg. Mientras Yon-Rogg se está recuperando, Mar-Vell asume el control de la nave Kree.
Cuando Mar-Vell comienza a desarrollar una amistad con Carol Danvers, Ronan el Acusador le ordena a Yon-Rogg que guíe a algunos soldados Kree para que ejecuten a Mar-Vell. Yon-Rogg está feliz de complacer. Después de que Una muere por sus heridas al ser atrapada en el fuego cruzado entre Kree y Aakons, Zo libera a Mar-Vell de las bandas de control que Yon-Rogg y hace que Mar-Vell persiga a Yon-Rogg para vengarse de otorgarle nuevos poderes sobre él. Mar-Vell usa su hechizo de ilusión para provocar a Yon-Rogg para que piense que está vivo. Mientras que una nave de suministros está reponiendo la nave Kree, Mar-Vell termina teniendo una breve pelea con Yon-Rogg antes de regresar a la Tierra para salvar a Carol Danvers de Man-Slayer.
Después de que la Inteligencia Suprema le dijo que Zo era en realidad el Primer Ministro Zarek disfrazado como parte de un complot de Ronan el Acusador para derrocar a la Inteligencia Suprema, Mar-Vell se defiende de Zarek, obtiene un nuevo traje de la Inteligencia Suprema y se va para ir a tratar con Yon-Rogg.
Mar-Vell se encuentra con Rick Jones, que prueba las Nega bandas de Mar-Vell, que usa para tener una breve pelea con Yon-Rogg. Yon-Rogg logra escapar después. Yon-Rogg comienza su siguiente complot contra Mar-Vell. Cuando Yon-Rogg captura a Carol Danvers y Mar-Vell lo alcanza, Yon-Rogg usa un Psyche-Magnetron para crear un Kroid Mandroide para ayudarlo a luchar contra Mar-Vell. Durante la pelea, Carol Danvers se lesiona y el Psyche-Magnetron se daña con algunas de sus energías irradiando a Carol Danvers. Después de que Mar-Vell destruye el Kree Mandroide, Yon-Rogg aparentemente muere cuando el Psyche-Magnetron explota. Esta batalla llevó a Carol Danvers a estar expuesta a las dañadas energías de Psyche-Magnetron que la llevarían a convertirse en Ms. Marvel.
Más tarde, se revela que Yon-Rogg sobrevivió a la explosión de Psyche-Magnitron, obteniendo un vínculo telepático con Carol Danvers a través de un fragmento de Magnetron que está alojado en su cerebro (que también está causando una lesión que daña el cerebro en la cabeza de Carol). Después de robar los restos del Psyche-Magnetron de Carol, Yon-Rogg intenta dárselo al Imperio Kree para que lo rechacen. Luego toma el nombre de "Magnetron" y usa los recuerdos de Carol y su poder para recrear a los enemigos de su pasado antes de intentar dejar una ciudad de Kree en la ciudad de Nueva York. Carol puede destruir el enlace telepático y los poderes de Yon-Rogg al agravar la lesión en su cabeza hasta que explota, aunque a costa de todos sus recuerdos.
Una serie de flashback muestra la asociación de Yon-Rogg con Mar-Vell y Una. Los tres son parte de una misión Kree en el territorio de Brood. Su misión es rescatar o terminar a un general de Kree que conozca inteligencia militar valiosa. Yon-Rogg gana el agradecimiento del gobernante shi'ar y la Guardia Imperial cuando los Kree los rescatan de los atacantes de Skrull. Los Kree se mueven y encuentran al general. Un ataque de Brood deja a Mar-Vell, Una y Yon-Rogg varados durante semanas; esto es después de que Mar-Vell arriesgue su vida para salvar a Yon-Rogg. Los tres son rescatados por el mismo Shi'ar que previamente salvaron.

## Poderes y habilidades
Yon-Rogg tiene súper fuerza, agilidad y resistencia. También es bueno en el combate desarmado.

## Otras versiones

### Ultimate Marvel
En el universo de Ultimate Marvel, Yahr-Rgg es mencionado por primera vez por Mahr Vehl que lucha contra una Forma de Vida Kree atacando una Estación Aeroespacial-Q S.H.I.E.L.D. en Nuevo México como uno de sus programadores. Más tarde es visto en el mundo natal de Kree. insultando a Mahr (aludiendo a una acalorada rivalidad en el pasado), hasta que fue eliminado por Mujer Invisible.

### Tierra-X
Yoh-Rogg es visto como una parte del Reino de los Muertos en la Tierra X.

## En otros medios

### Televisión
Yon-Rogg aparece en The Avengers: Earth's Mightiest Heroes, con la voz de Fred Tatasciore. En el episodio "459", él ha enviado un Kree Sentry a la Tierra para determinar si es digno de unirse al Imperio Kree. Después de que Hulk clavase el Kree Sentry en el suelo y se arrancó la cabeza, aparece un holograma de Yon-Rogg cuando Mar-Vell le pide a Yon-Rogg que cancele el Kree Sentry. Yon-Rogg se niega y pone en marcha la secuencia de autodestrucción de Kree Sentry. En el episodio "Bienvenido al Imperio Kree", Yon-Rogg acompaña a Mar-Vell, Ronan el Acusador y Kalum Lo a la Tierra para que la Tierra se rinda al Imperio Kree. Los Kree que participan en el ataque a la Tierra son derrotados por los Vengadores y S.W.O.R.D., y se encuentran en Prisión 42.

### Marvel Cinematic Universe
Yon-Rogg aparece en medios ambientados en Marvel Cinematic Universe (MCU), interpretado por Jude Law.Esta versión es el líder de la Fuerza Estelar y el mentor de Carol Danvers que lidera la guerra de los Kree contra los Skrulls.
- Yon-Rogg aparece por primera vez en la película de acción real Capitana Marvel (2019).[27]Mientras busca al excientífico Kree Mar-Vell, quien se esconde en la Tierra como la doctora Wendy Lawson, se encuentra con Carol Danvers, quien destruye un núcleo de energía que la impregna de poderes. Yon-Rogg la lleva de regreso a Hala, le da a Carol una transfusión de sangre con su sangre para salvar su vida, y sus recuerdos se alteran para pensar que es una Kree llamada Vers. Él la entrena para ser la mejor, pero durante una operación, ella se separa del resto de la Fuerza Estelar y aterriza en la Tierra. Yon-Rogg va tras ella, solo para descubrir que Danvers cambió de bando después de que un Skrull llamado Talos la ayudara a recuperar sus recuerdos. La Fuerza Estelar captura a Danvers, Talos y un grupo de refugiados Skrull, pero Danvers logra liberarse de Yon-Rogg y la Inteligencia Suprema sobre ella desbloqueando todo su potencial para hacer retroceder y derrotar a varios miembros de la Fuerza Estelar. Yon-Rogg solicita ayuda a Ronan el Acusador, pero su asalto a la Tierra es frustrado por Danvers. En su confrontación final, Danvers desbloquea todo su conjunto de poderes y derrota a Yon-Rogg. Luego, ella lo envía de regreso a Hala para entregar su mensaje a la Inteligencia Suprema.
- Una variante de la línea de tiempo alternativa de Yon-Rogg aparece en la serie animada de Disney+ What If...? episodio, "¿Qué pasaría si... Nebula se uniera a los Nova Corps?".

### Videojuegos
Yon-Rogg aparece en Lego Marvel Vengadores. Bajo el alias de Magnitron, él es el principal malvado del DLC "Capitán Marvel".